# طواف سويسرا 2013
طواف سويسرا 2013 هو سباق دراجات هوائية أقيم في سويسرا بتاريخ 8–16 يونيو 2013، تكون السباق من 9 مرحلة وامتدّ لمسافة 1284.2 كم بسرعة 41.244 كم/س، استغرق السباق 31 ساعة 08 دقيقة 11 ثانية. فاز به البرتغالي روي كوستا للمرة الثانية على التوالي.

## الترتيب
| م                     | الدرّاج           | البلد    | الزمن                     |
| --------------------- | ---------------- | -------- | ------------------------- |
| الفائز بالترتيب العام | روي كوستا (دراج) | البرتغال | 31 ساعة 08 دقيقة 11 ثانية |
| حسب النقاط            | بيتر ساجان       | سلوفاكيا | -                         |